# Georg Fuhg
Georg Fuhg (ur. 29 października 1898 w Pieniężnie, zm. 13 listopada 1976 w Neumünster) – niemiecki rzeźbiarz i garncarz.

## Życiorys

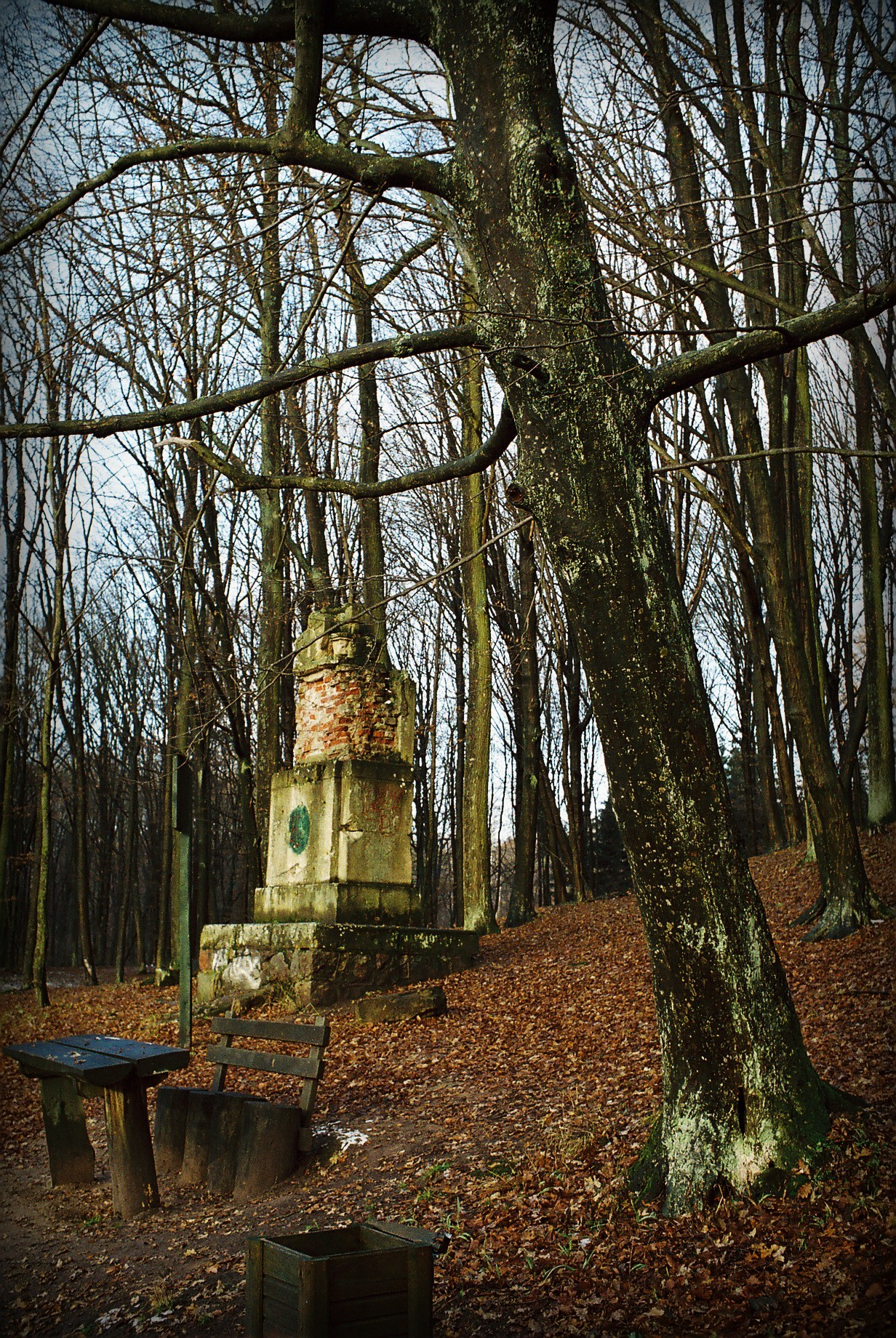
Pomnik Strzelcy w lesie miejskim Lötzen (2005)

Georg Fuhg urodził się w Pieniężnie jako syn właściciela cegielni. Uczęszczał do preparandy nauczycielskiej i w 1919 zdał egzamin na nauczyciela szkoły podstawowej. Po trzech latach, w 1922, rozpoczął naukę u Hermanna Bracherta w Akademii Sztuki w Królewcu. Od 1927 roku prezentował w Królewcu jako niezależny artysta portrety i rzeźby. Jego rzeźby zostały zakupione przez wiele miast wschodniopruskich: Węgorzewo, Braniewo, Gołdap, Giżycko, Ornetę. Wiele z nich znajdowało się na budynkach publicznych i placach. Jego najbardziej znanym dziełem był „Walther von der Vogelweide” w zoo w Królewcu.
W czasie II wojny światowej był żołnierzem, został ranny. W 1945 na statku szpitalnym „Sachsenwald” dotarł do Szlezwiku-Holsztynu przez Kopenhagę i spotkał się z rodziną w Turyngii. W 1950 przeniósł się z rodziną się do Neumünster.
Po wojnie wykonał naturalnej wielkości rzeźbę z brązu przedstawiającą konia trakeńskiego „Hessenstein” w Bad Pyrmont oraz popiersia Agnes Miegel, Immanuela Kanta i Mikołaja Kopernika. Zaprojektował również Medal Obywatela Królewca.

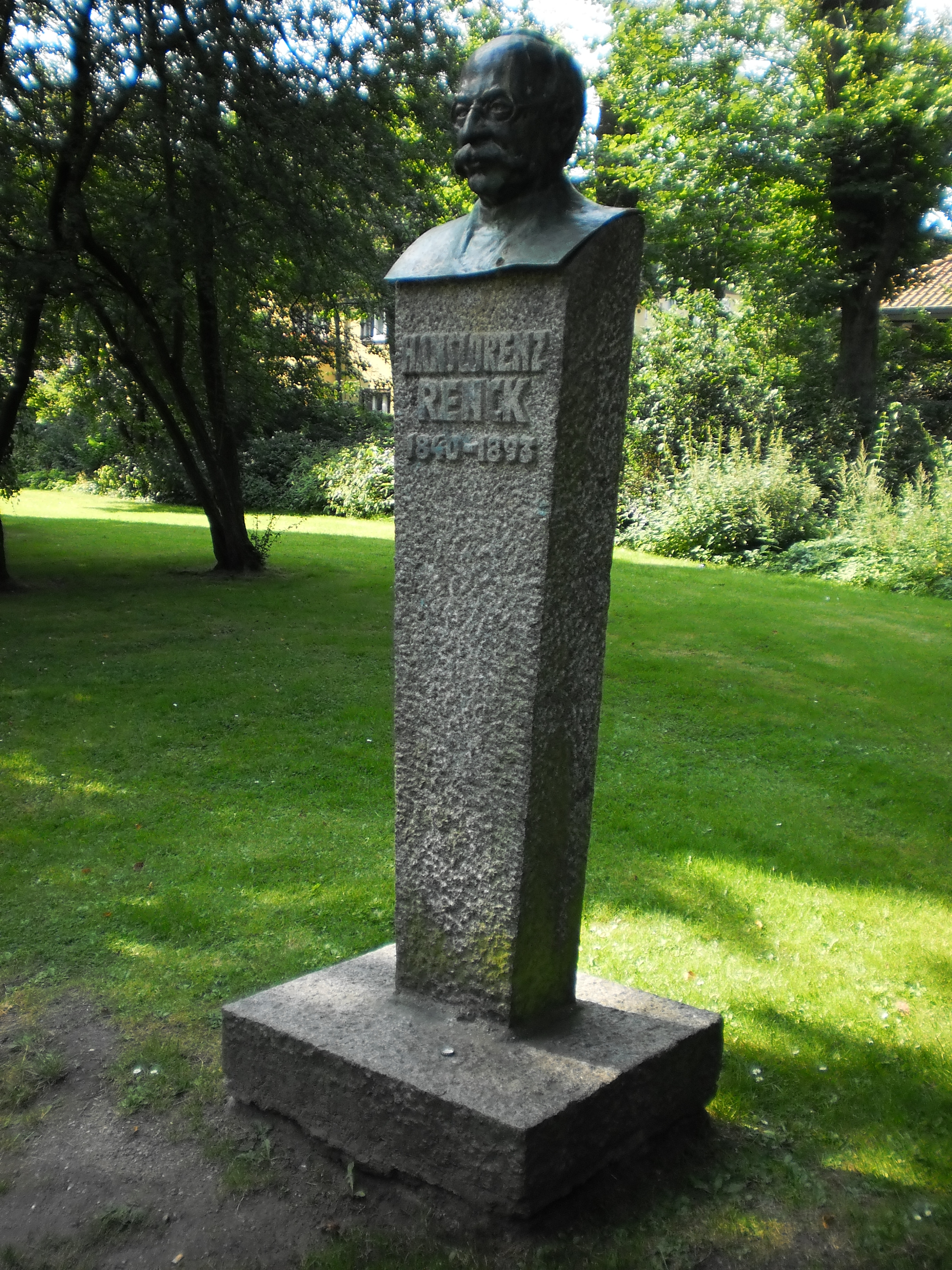
Popiersie Hansa Lorenza Rencka w Neumünster

Swoją drugą małą ojczyznę znalazł w Neumünster. Stworzył wiele rzeźb dla miasta, m.in. w Parku Rencka czy też popiersie Hansa Böcklera na osiedlu Böckler.
W 1929 Georg Fuhg poślubił Käte Wölki, mieli dwójkę dzieci.